# Odpoczynek w czasie ucieczki do Egiptu (obraz Caravaggia)
Odpoczynek w czasie ucieczki do Egiptu – obraz olejny namalowany przez włoskiego artystę barokowego, Caravaggia.
Dzieło powstało dla nieznanego mecenasa. Podejrzewa się, że zleceniodawcą mogła być Kongregacja Oratorium św. Filipa Neri. Dokładna data powstania obrazu również nie jest znana. W literaturze najczęściej wymieniane są lata 1595–1597, czyli okres, gdy młody artysta przebywał w Rzymie i pracował m.in. dla kardynała Francesco del Monte. Obok Marii Magdaleny pokutującej jest to jedna z pierwszych prac malarza o tematyce biblijnej. Obraz obecnie znajduje się w zbiorach Galleria Doria Pamphilj w Rzymie.

## Opis obrazu

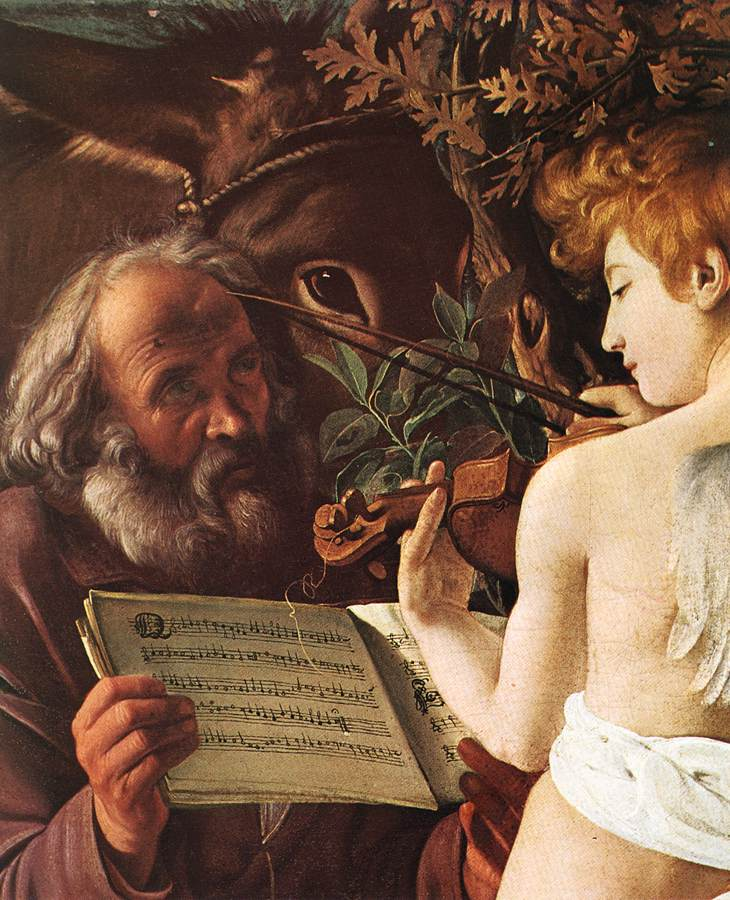
Św. Józef i anioł (fragment)

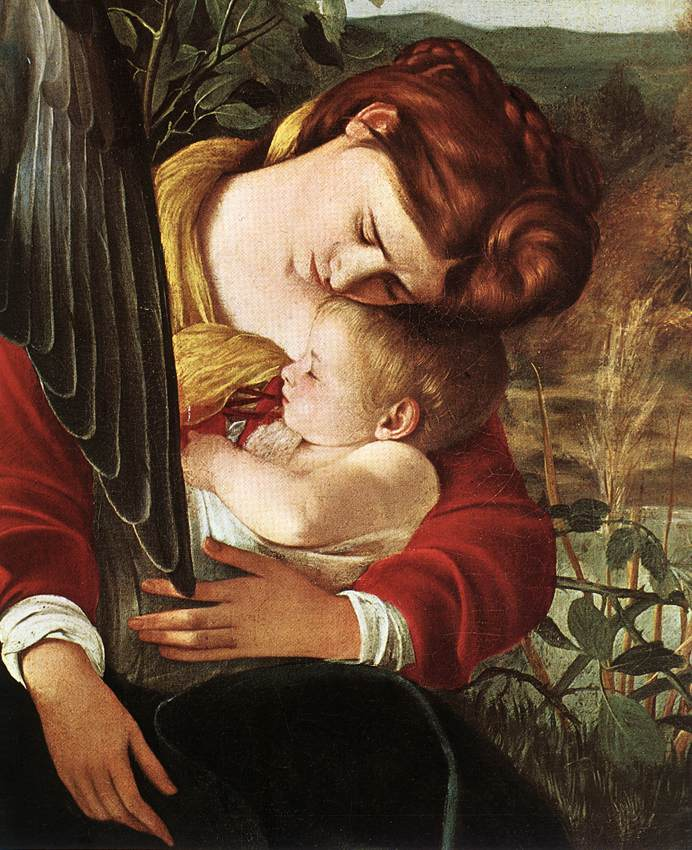
Matka Boska z Dzieciątkiem (fragment)

Malarz zaczerpnął temat obrazu z apokryficznej opowieści o ucieczce Świętej Rodziny do Egiptu. Był to popularny motyw, chętnie wykorzystywany przez artystów renesansu i baroku. Jednakże obraz Caravaggia zawiera innowacyjny element ikonograficzny w postaci umieszczonego w centrum obrazu i stojącego tyłem do widza anioła grającego na skrzypcach. Anioł jest ukazany jako młody i piękny młodzieniec o wyraziście wyeksponowanej cielesności i hermafrodytycznej urodzie. Jest prawie nagi, jego ciało częściowo okrywa zdająca się unosić w powietrzu biała tkanina, plecy zdobią czarne skrzydła.
Wysmukła postać anioła dzieli płótno na dwie części. Z lewej strony ukazany został św. Józef, który trzyma w rękach nuty. Został przedstawiony jako prosty, zakłopotany człowiek, który nie rozumie tego, co się wokół niego dzieje. Święty siedzi na podróżnym worku, obok leży bukłak z winem, a za jego plecami stoi osioł. Święty Józef ma proste chłopskie rysy, łysiejącą głowę i zmierzwioną brodę. Jego stopy są bose, ich ułożenie może świadczyć o zażenowaniu. Ta część obrazu jest ciemniejsza i zdominowana przez różne odcienie brązu.
Prawa strona obrazu jest jaśniejsza i bogatsza w żywe kolory. Jej centralną postacią jest Matka Boska z Dzieciątkiem na rękach. Oboje śpią odpoczywając po podróży, ich ciała rozjaśnia światło bijące od anioła, które podkreśla sacrum przedstawionych osób. W tle widoczny jest fragment pejzażu i bogactwo roślin. Są to elementy wyjątkowe w obrazach Caravaggia, które w takiej skali nigdy nie występują w innych jego pracach.
Michelangelo Merisi malował, zazwyczaj korzystając z modeli. Osobą pozującą do postaci Marii była dziewczyna o imieniu Giulia, która pojawiła się także na obrazie Maria Magdalena pokutująca. Delikatny profil anioła pozwala rozpoznać tego samego modela, który pozował do postaci naiwnego gracza na obrazie Grający w karty z Kimbell Art Museum.

## Symbolika i interpretacje
Obraz Odpoczynek w czasie ucieczki do Egiptu swoją żywą kolorystyką przypomina bardziej dzieła renesansowe, niż późniejsze ciemne i zdominowane przez efekty światłocienia prace artysty. Można dostrzec tu wyraźny wpływ malarstwa weneckiego, reprezentowanego m.in. przez Giorgione, jak i sztuki z regionu Lombardii. Całość dzieła utrzymana jest w lirycznym i intymnym nastroju, typowym dla ludowej religijności obecnej na obrazach z czasów kontrreformacji. Krytycy sztuki dopatrują się też inspiracji autora obrazem Annibale Carracciego Wybór Heraklesa z 1594.
Wyjaśnienie obecności anioła nie jest proste. Być może najbliższe prawdy jest stwierdzenie współczesnego dominikanina Pawła Krupy, który napisał: „Scena, która rozgrywa się pomiędzy Józefem i aniołem, to przecież artystyczny skrót prawdy o współdziałaniu Boga i człowieka”. Bóg reprezentowany przez anioła jest kompozytorem, twórcą przekazywanej człowiekowi prawdy o zbawieniu. Józef swoją prostotą i zmieszaniem reprezentuje ludzkość z trudem przyjmującą boski przekaz.
Wyidealizowana postać Matki Boskiej z Dzieciątkiem kontrastuje z siermiężną prostotą Józefa. Wygląd Marii, szczególnie kolor jej włosów, może nawiązywać do opisu Oblubienicy z Pieśni nad pieśniami: „włosy na twojej głowie jak purpura”. Przedstawienie śpiącej matki trzymającej w ramionach dziecko odnosi się do kolejnego fragmentu Pieśni: „Ja śpię, lecz serce me czuwa”.
Namalowana w prawym dolnym rogu obrazu dziewanna jest jedną z pierwszych martwych natur Caravaggia; może symbolizować Ziemię Obiecaną lub „różdżkę z pnia Jessego”. Natomiast kamienie u stóp Józefa nawiązują do niewoli egipskiej Izraelitów.